# Albertiniella
Albertiniella — рід грибів родини Cephalothecaceae. Назва вперше опублікована 1936 року.

## Види
База даних Species Fungorum станом на 20.10.2019 налічує 2 види роду Albertiniella:
- Albertiniella polyporicola (Jacz.) Malloch & Cain, 1972
- Albertiniella reticulata Kirschst., 1936